# Вагон метрополитена
Вагон метрополитена — подвижной состав, предназначенный для эксплуатации на линиях метрополитена. К данному типу относятся пассажирские вагоны, в том числе работающие в моторвагонных составах, специальные вагоны технического назначения и тяговый подвижной состав с собственным источником энергии (например, двигатель внутреннего сгорания), для транспортировки хозяйственных грузов.
Ввиду особенностей эксплуатации, имеют существенные отличия от вагонов и локомотивов обычных наземных железных дорог.

## Конструктивные особенности

### Габариты и ширина колеи
Вагоны метрополитена характеризует, прежде всего, относительно небольшой габарит подвижного состава, который, в свою очередь, ограничен размерами тоннелей, при том, что последние должны быть как можно меньше, что даёт экономию в строительстве метрополитена. Так, ширина советских и российских вагонов метрополитена (типы Г, М5, Д, Е и их производные) составляет 2686 мм, а высота — 3700 мм, а ширина и высота вагона электропоезда ЭР2, соответственно, 3480 мм и 5086 мм. Одновременно с тем вагоны должны иметь как можно бо́льшую пассажировместимость. Из-за этого нередко конструкторы отказываются от традиционных прямоугольных конструкций кузова, применяя выпуклые, которые более полно используют габарит тоннелей. В некоторых метрополитенах, например в Лондонском, габарит приближения строений на разных линиях отличается (наименьший габарит имеют вагоны для линий глубокого заложения),  поэтому на них эксплуатируется различный подвижной состав, который не может использоваться на линиях с другим габаритом.
Метрополитены обычно имеют одинаковую со стандартной железнодорожной сетью ширину колеи, поэтому транспортировка вагонов метро с завода, как правило, осуществляется по железной дороге в составе поездов, после чего они передаются на территорию метрополитена через гейт. Однако в некоторых случаях метрополитен может иметь отличную от железнодорожной сети ширину колеи, или на разных линиях может использоваться колея разной ширины. Например, в Токийском метро на разных линиях используются три разные колеи — 1435 мм, 1372 мм, 1067 мм.

### Компоновка пассажирских вагонов
Подавляющее большинство вагонов метрополитена по назначению являются пассажирскими и предназначено для внутригородских перевозок с высоким пассажиропотоком. Из-за этого многие вагоны метро имеют увеличенное по сравнению с обычными электропоездами количество и ширину дверей (от двух до пяти пар дверей на вагон, в зависимости от его длины), как следствие, меньшее количество сидячих мест, что связано, в первую очередь, с необходимостью быстрой посадки и высадки пассажиров. Салоны поездов как правило имеют бестамбурную компоновку, а сиденья на линиях с высоким пассажиропотоком часто располагаются вдоль боковых стен лицом к середине прохода, что по сравнению с компоновкой мест лицом вдоль направления движения позволяет увеличить ширину проходов и общую пассажировместимость поезда за счёт увеличения площади для стоячих пассажиров, хотя количество сидячих мест при этом снижается.

Исторически многие составы метрополитена, в отличие от железных дорог, не предусматривали переход пассажиров между вагонами, в том числе и при отсутствии кабин управления у вагонов в середине состава. Хотя многие из них имели торцевые двери, но не оборудовались полноценными ограждениями (например, суфле или гармошками) и переход пассажиров между вагонами по требованиям безопасности в таких составах был запрещён, а торцевые двери использовались только в чрезвычайных ситуациях и работниками метрополитена в служебных целях. Современные составы метрополитена как правило оборудуются широкими межвагонными переходами типа «гармошка» со сквозным проходом без дверей, что наряду с повышением удобства для пассажиров также немного увеличивает вместимость за счёт возможности проезда пассажиров в межвагонном переходе, однако некоторые метрополитены исходя из соображений противопожарной безопасности продолжают закупать составы без сквозного прохода. 

### Компоновка и особенности оборудования
Современные пассажирские вагоны метро как правило являются моторвагонным подвижным составом и используют электрическую тягу, то есть являются вагонами электропоездов, что обусловлено их высокой мощностью и отсутствием вредных выбросов, крайне нежелательных в тоннелях. Служебные вагоны могут использовать как электрическую тягу, так и двигатель внутреннего сгорания (автомотрисы и мотовозы), в прошлом применялась также паровая и канатная тяга, при этом вагоны как правило не имели собственного тягового привода, а были обычными прицепными вагонами, однако со временем они были вытеснены электроподвижным составом. Часть современных служебных вагонов метрополитена также не имеет собственного тягового привода и транспортируется мотовозами или электровозами.
Как и у электропоездов обычных железных дорог, электровагоны метрополитена подразделяются по наличию тяговых двигателей на моторные (оборудованные тяговыми электродвигателями) и безмоторные (используются на подавляющем большинстве поездов, оборудованных асинхронным тяговым приводом), а также на головные (имеющие лобовое стекло и кабины управления) и промежуточные (не имеющие кабин управления). Головные вагоны как правило имеют только одну кабину, но в некоторых случаях могут иметь по две кабины управления, как правило такие вагоны являются служебными. Некоторые поезда на линиях с автоматизированным движением не имеют кабин управления, и пассажиры имеют возможность смотреть по ходу движения через лобовое стекло, при этом как правило имеются скрытые резервные пульты управления на случай нештатных ситуаций. Составы как правило формируются из двух головных вагонов по концам для возможности реверсирования, и нескольких промежуточных вагонов между ними, возможно также формирование состава только из головных вагонов, или сцепов нескольких коротких составов с головными вагонами по концам по системе многих единиц. Многие исторические модели метровагонов выпускались только как головные, что упрощало их замену, но снижало пассажировместимость состава, и впоследствии часть из них была переделана в промежуточные. Прицепные, то есть безмоторные вагоны при их наличии в составе, как правило, являются промежуточными, однако из когда-либо изготавливавшихся и изготовленных на Мытищинском машиностроительном заводе и, позже, Метровагонмаше, ЗАО «Вагонмаш» и ООО «Вагонмаш» и КВСЗ (с нуля — 81-7021/7022 и 81-7036/7037), оснащённых реостатно-контакторной и тири́сторно-и́мпульсной системами управления, а также асинхронными тяговыми электродвигателями, существует единственное исключение в виде поезда «Е-КМ», эксплуатирующегося в Киевском метрополитене.
Поскольку электропоезда метрополитена используются для внутригородских перевозок и имеют более частые остановки по сравнению с электропоездами обычных железных дорог и большую плотность движения, они имеют более высокое ускорение разгона и торможения, но при этом меньшую конструкционную скорость. Например, ускорение при разгоне или торможении у большинства современных российских вагонов метро составляет порядка 1,1 м/с — 1,3 м/с², в то время как у электропоездов обычных железных дорог оно как правило не превышает 0,6 — 0,8 м/с²; в то же время конструкционная скость метропоездов не превышает 80 км/ч, тогда как на электропоездах обычных железных дорог она достигает 120 — 160 км/ч. С целью лучшего ускорения поезда метрополитена также имеют более распределённую тягу, и как правило все или большинство вагонов в них является моторными (прицепные вагоны как правило имеются либо в самых старых составах, либо современных составах с мощными асинхронными тяговыми электродвигателями), в то время как на обычных железных дорогах зачастую соотношение количества моторных вагонов к их общему числу в составе электропоездов составляет примерно 1:2.
Большинство метрополитенов мира использует контактный рельс, расположенный сбоку от путей или реже — между ходовыми рельсами, что позволяет уменьшить габарит тоннелей, хотя есть и исключения: например, в Шанхайском метрополитене используется верхний контактный рельс (над крышей вагона), а в Римском — верхний контактный провод. При наличии контактного рельса в «стандартном» варианте, питание вагонов поезда осуществляется с помощью лапы токоприёмника, причём есть два вида способов: когда она прижимается сверху и снизу контактного рельса. В первом случае он полностью оголён, т. е. не покрыт защитным кожухом (что придаёт статус повышенной опасности, нежели во втором случае, где контактный рельс покрыт кожухом со всех сторон кроме низа, откуда поезд и получает питание). Для вождения служебных поездов или перегонки составов в ночное время в метрополитенах также применяются контактно-аккумуляторные электровозы, способные запасать электроэнергию в бортовых аккумуляторах и следовать при отключенном напряжении в контактном рельсе (например в ночное окно) или на неэлектрифицированных участках.
Существуют электровагоны с реостатно-контакторной системой управления (РКСУ), тиристорно-импульсной системой управления (ТИСУ), транзисторно-импульсной системой управления (ТрСУ), асинхронным тяговым приводом (электродвигателем) и импульсными преобразователями.

## История

### СССР
К появившимся в СССР на 8 лет раньше моторных вагонов Московского метрополитена пригородные электровагоны подготовили электротехнические и вагоностроительные заводы к выпуску вагонов железнодорожного типа, обладавшими более высокими скоростями движения и большей вместимостью, по сравнению с другим, на тот момент, наземным городским транспортом, для метрополитена. В качестве системы тока был принят постоянный ток с номинальным напряжением 750 В. Подготовка к выпуску была начата в 1932.
Подвижной состав выпускался Мытищинским машиностроительным заводом (электрооборудование для которого изготавливалось Московским заводом «Динамо» имени С. М. Кирова, тормозное — Московским тормозным заводом). При этом все колесные пары изготавливал и формировал завод по ремонту электроподвижного состава Московского метрополитена (ЗРЭПС, ныне ВРК — вагоноремонтный комплекс). С 1968 вагоны также стал выпускать Ленинградский вагоностроительный завод имени И. Е. Егорова (в 1990—2013 гг. — ЗАО «Вагонмаш»), для которого тележки выпускал Мытищинский машиностроительный завод.
С 1935 года для обозначения выпускавшихся вагонов, вместо слова «серия» использовалось слово «тип», где до 1976 года —  введения единой системы классификации подвижного состава по цифровому коду, для обозначения разных типов, применялись только заглавные буквы (или их сочетание с цифрами), а для отличия разновидностей принялись нижние индексы (меньшего размера буквы или их сочетание с цифрами). При этом тип не указывался на наружных стенках вагонов, а только в технической документации и литературе, и на заводских табличках — на стенках ставились только их бортовые номера. С 1976 заводы-изготовители стали присваивать вагоном собственные заводские обозначения, в том числе, с использование слова «модель», в которых первое число указывает на принадлежность вагонов к подвижному составу метрополитенов.
Первоначально подвижной состав, в зависимости от города, в котором он эксплуатируется, состоял из трёх—четырёх вагонов, позднее — из восьми (это максимальное среди метрополитенов России количество, присутствующее только в Москве и Санкт-Петербурге).
Советско-российская серия вагонов метрополитена 81-717/714 является мировым лидером по распространённости (эксплуатируется в метрополитенах 17 городов Восточной Европы и постсоветского пространства) и длительности производства (с 1976 по 2021 годы), из-за отсутствия буквенного обозначения неофициально названная «Номерной».
Поезд «НеВа» Петербургского метрополитена является единственным в метрополитенах России, на постсоветском пространстве, среди городов стран СНГ и Варшавского договора, лишённым тормозной магистрали (в кабине отсутствует кран машиниста).